# Chingusa-i?
Chingusa-i? (hangŭl: 친구사이?) è un cortometraggio della durata di 30 min sudcoreano scritto e diretto da Kim Jho Kwang-soo; si tratta del secondo episodio di una serie di corti del regista a tematica LGBT e segue Sonyeon, sonyeon-eul mannada dell'anno precedente. La storia segue una coppia che decide di fare coming out di fronte alla famiglia.
Presentato in anteprima al 14° Pusan International Film Festival in ottobre  è uscito nelle sale due mesi più tardi. Un "follow-up" a Chingusa-i?, intitolato Sarang-eun 100°C, è stato realizzato nel 2010.

## Trama
Seok-i attende con impazienza l'arrivo del fidanzato Min-soo, che è appena stato congedato dalle forze armate avendo terminato il periodo di leva militare obbligatoria. Vanno a trovare la madre d Min-soo a casa sua; ella li accoglie calorosamente, la donna però non è ancora a conoscenza della loro relazione. Seok-i decide, non essendoci posti liberi in albergo, di star a dormire da loro.
La mattina seguente è domenica e la donna, devota cristiana, va in chiesa per assistere alla funzione religiosa; la coppia ha un incontro intimo nella stanza di Min-soo. Le loro effusioni amorose vengono però bruscamente interrotte dal ritorno inaspettato della donna: Min-soo si vede costretto a dichiarare di essere gay e di amare già da molo tempo Seok-i.
Qualche tempo dopo si vede Seok-i lavorare in un ristorante e ricevere la visita di Min-soo, che ha scelto la carriera militare. Mentre i due corrono fuori si ascolta la voce fuori campo della conversazione telefonica di Min-soo che dice alla madre di star tornando a casa assieme a Seok-i. Nel frattempo la coppia si bacia in pubblico.
Dopo i titoli di coda vi una breve clip che mostra Seok-i al centro reclutamento per la visita militare; ora è la madre di Seok-i a chiamare il figlio per invitarlo a trascorrere le vacanze a casa: i due amanti si guardano un po' sgomenti negli occhi, rendendosi conto che ora devono informare anche lei sulla loro relazione.

## Produzione

### Pre-produzione
Il regista nonché sceneggiatore Kim Jho Kwang-soo ha dichiarato che voleva creare un "vero e proprio film gay al 99,9% di purezza" dopo la sua osservazione che molti film coreani del passato contenevano rappresentazioni fuorvianti degli omosessuali. Ha basato la storia sulle sue esperienze personali di uomo gay. Dopo aver completato il corto Sonyeon, sonyeon-eul mannada il quale s'incentra sul primo incontro romantico tra due adolescenti, ha voluto creare un seguito che coinvolgesse due protagonisti più maturi.
Il film è stato prodotto in collaborazione con l'organizzazione coreana per i diritti dei gay, "Chingusai", che condivide lo stesso nome del titolo originale del film.

### Casting
L'attore Hong Jong-hyun era stato inizialmente scelto per il ruolo di Seok-i, ma alla fine è stato sostituito da Lee Je-hoon.

### Riprese
Le riprese del cortometraggio sono iniziate il 21 maggio 2009..

## Critica e polemiche
Poco prima della sua uscita il "Korea Media Rating Board" ha valutato il trailer de film come "dannoso per i giovani"; inoltre il film stesso è stato vietato ai minori di 19 anni a causa delle "situazioni sessuali presenti e del rischio d'emulazione".
Una tale decisione ha attirato aspre critiche da parte del portavoce del nuovo partito progressista Kim Jong-cheol, sostenendo che i film a tema omosessuale venivano valutati secondo un criterio molto più restrittivo rispetto a quelli con storie etero. Nel settembre 2010 i produttori hanno intentato un contenzioso amministrativo chiedendo di annullare la classificazione (+19) del film.: il tribunale si è espresso a favore della richiesta affermando che la pellicola fornisce "comprensione delle minoranze ed educazione civile"; ma già un mese dopo, a seguito d'un'ispezione amministrativa il rappresentante del congresso Jin Hyung-jo  ha criticato "Chingusa-i?" sostenendo che il film contiene scene che potrebbero provocare un'indebita curiosità sessuale nei giovani.